# Neobradyidae
Neobradyidae är en familj av kräftdjur. Neobradyidae ingår i ordningen Harpacticoida, klassen Maxillopoda, fylumet leddjur och riket djur. Enligt Catalogue of Life omfattar familjen Neobradyidae 2 arter. 
Kladogram enligt Catalogue of Life och Dyntaxa:
| Neobradyidae | \| \| Marsteinia \| \| \| \| \| \| Neobradya \| \| \| \| |
|              | \| \| Marsteinia \| \| \| \| \| \| Neobradya \| \| \| \| |
|              | Marsteinia                                               |
|              |                                                          |
|              | Neobradya                                                |
|              |                                                          |